# Araldo Cossutta
Araldo Cossutta, né le 11 janvier 1925 sur l'île de Krk, mort le 24 février 2017 à New York, est un architecte américain qui a principalement travaillé aux États-Unis.

## Biographie
De 1956 à 1973, il travaille au sein du cabinet I. M. Pei & Partners (futur Pei Cobb Freed & Partners). Il accompagne différents projets de l'architecte américain Ieoh Ming Pei.
En 1973, Vincent Ponte et lui quittent le cabinet pour former Cossutta & Ponte (futur Cossutta & Associates). Cette nouvelle société est notoire pour avoir conçu la tour Part-Dieu à Lyon (1977) et la Tower at Cityplace (en) (1988) à Dallas.